# Paradoja de Peto

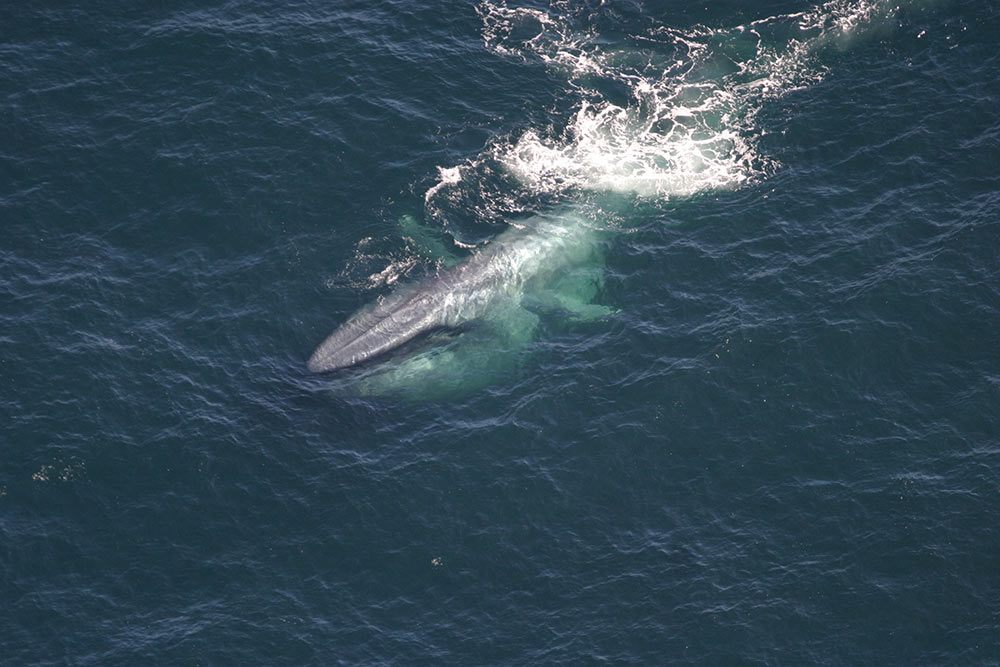
Con casi 200 toneladas, la ballena azul (Balaenoptera musculus) es el animal más grande que jamás haya existido. La incidencia de cáncer en las ballenas es menor que en los humanos, a pesar de que tienen un número mucho mayor de células.

La paradoja de Peto es una paradoja biológica que constata que la incidencia de cáncer observada entre distintas especies de animales no guarda correlación con el número de células de un organismo. Por ejemplo, la incidencia de cáncer en humanos es mucho más alta que en las ballenas, pese a que el organismo de una ballena posee muchas más células que el de un ser humano. Si la probabilidad de que una célula se vuelva cancerosa (carcinogénesis) fuese igual para todas las células, sería lógico que las ballenas mostrasen una incidencia más alta de cáncer que los humanos.
El nombre de esta paradoja se debe al epidemiólogo y estadístico Richard Peto, quien fue el primero en observar este fenómeno.

## Historia
Peto formuló la paradoja por primera vez en 1977. Mientras escribía una reseña sobre un modelo multietapa del cáncer, Peto se dio cuenta de que, atendiendo al volumen de células, los humanos éramos mucho menos susceptibles de padecer cáncer que los ratones. Para explicar esta observación contraintuitiva, propuso que la variabilidad en las tasas de carcinogénesis por célula observada en distintas especies podía deberse a factores evolutivos.

## Factores evolutivos
La evolución de los organismos pluricelulares ha requerido la supresión del cáncer en cierta medida, y se han encontrado conexiones entre los orígenes de la pluricelularidad y el cáncer. Para dar lugar a cuerpos más grandes y longevos, los organismos han tenido que suprimir o, al menos, limitar la expansión de las células cancerosas. Las observaciones apuntan de forma consistente a que los organismos grandes, como los elefantes y las ballenas, presentan más adaptaciones genéticas que les permiten eludir el cáncer. La causa de que los organismos de tamaño intermedio presenten comparativamente menos de estos genes puede deberse a que la ventaja de prevenir el cáncer que aportan estos genes conlleva asimismo importantes desventajas para los organismos de escaso tamaño, en particular, una menor fertilidad.
Varias especies han desarrollado diversos mecanismos para suprimir el cáncer. Un artículo publicado en Cell Reports en enero de 2015 afirmaba haber encontrado genes en la ballena de Groenlandia (Balaena mysticetus) que podrían estar asociados a la longevidad. Por entonces, otro equipo de investigadores identificó un polisacárido en la rata topo desnuda que parecía bloquear el desarrollo de tumores. En octubre de 2015, dos estudios independientes demostraron que los elefantes tienen 20 copias del gen supresor de tumores TP53 en su genoma, mientras que los humanos y otros mamíferos solo tienen una. Una investigación adicional demostró la presencia de 14 copias del gen en el ADN de mamuts conservados, pero solo una copia del gen en el ADN de los manatíes y los jiráfidos, los parientes vivos más cercanos del elefante. Los resultados sugieren una relación evolutiva entre el tamaño de los animales y la supresión de tumores, como había teorizado Peto. 

## Metabolismo y tamaño celular
Un artículo publicado en 2014 en Evolutionary Applications destacaba la «relación, en gran medida subestimada, del tamaño de la célula con respecto al metabolismo y a las tasas de división celular en todas las especies», y los señalaba como factores clave que subyacen a la paradoja. Concluía que «los organismos más grandes tienen células más grandes, y que estas se dividen lentamente con un menor gasto energético, todo lo cual reduce significativamente el riesgo de aparición del cáncer».
Maciak y Michalak, los autores del artículo, sostienen que el tamaño de las células no es uniforme en todas las especies de mamíferos, lo que hace que el tamaño corporal sea un indicador imperfecto del número de células de un organismo. Por ejemplo, el volumen de un glóbulo rojo de elefante es aproximadamente cuatro veces mayor que el de un glóbulo rojo de musaraña común. Además, las células más grandes se dividen más lentamente que las pequeñas, una diferencia que se hace más acusada conforme avanza la vida del organismo. Menos divisiones celulares significan menos oportunidades de mutaciones cancerígenas, y los modelos matemáticos de la incidencia del cáncer son muy sensibles a las tasas de división celular. Además, los animales más grandes suelen tener tasas metabólicas basales más bajas, siguiendo una relación logarítmica inversa bien definida. En consecuencia, sus células sufrirán menos daños a lo largo del tiempo por unidad de masa corporal. La combinación de estos factores podría explicar gran parte de la aparente paradoja. 

## Investigación clínica
La aparente capacidad de los animales grandes para inhibir el cáncer en una enorme cantidad de células ha dado pie a un activo campo de investigación.
En un experimento, se modificó genéticamente a ratones de laboratorio para que expresaran antígenos tumorales TP53 similares a los que se encuentran en los elefantes. Estos ratones modificados mostraron una mayor capacidad de supresión de tumores; no obstante, también manifestaron signos de envejecimiento prematuro.